# Età del jazz

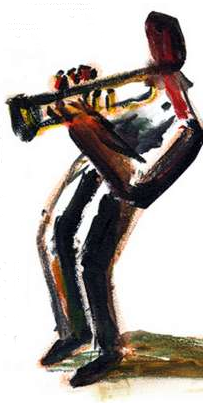
Musicista jazz

L'età del jazz, più frequentemente nominata nella forma inglese Jazz Age, è il periodo 1918-1928, dagli anni successivi alla fine della prima guerra mondiale, caratterizzati dai ruggenti anni venti, all'avvento della Grande depressione.
L'età prende il nome dal jazz, noto genere musicale che in quegli anni ha visto un enorme incremento di popolarità in molti strati della società. La tendenza principale di quel periodo è quella di protendere verso il progresso e la modernità, si noti nell'arte il Futurismo.
Nella musica colta è il periodo di George Gershwin.

## L'età del jazz nella letteratura
Forse uno degli autori più rappresentativi di questa età fu lo scrittore statunitense Francis Scott Fitzgerald con il suo libro Il grande Gatsby (1925), in cui espose ed esaminò i problemi della sua generazione, con il suo vittimismo e la sua tragicità. Lo stesso autore scrisse anche undici piccoli racconti sull'età del jazz (Tales of the Jazz Age) del 1922.
Un altro autore rappresentativo fu Thomas Wolfe con i libri Il fiume e il tempo (Of Time and the River) (1935) e Non puoi tornare a casa (You Can't Go Home Again) (1940). Chi invece criticò fortemente gli usi e i costumi di questo periodo fu Edith Wharton con il suo romanzo Twilight Sleep.